# Vitamin X
Vitamin X — голландская стрейт-эдж хардкор группа из Амстердама, образованная в 1998 году. Vitamin X является сленговым словом обозначающим наркотики, см. Метилендиоксиметамфетамин (MDMA)

## Дискография
- 1998 — Straight Edge Crew EP
- 1999 — Once Upon a Time… EP
- 2000 — See Thru Their Lies LP
- 2001 — We Came Here for the Fun EP
- 2001 — People That Bleed EP
- 2002 — Down the Drain LP
- 2003 — Random Violence
- 2004 — Bad Trip LP
- 2005 — Rip It Out EP
- 2008 — Full Scale Assault
- 2012 — About to Crack
- 2015 — Never Give Up
- 2014 — Carry Us Until There Is Nothing Left